# Bitwa o Monte Ortigara
Bitwa o Monte Ortigara – bitwa stoczona na froncie włoskim I wojny światowej na płaskowyżu Sette Comuni w Alpach. W bitwie uczestniczyła włoska 6 Armia gen. Ettore Mambrettiego, która zaatakowała sektor austro-węgierski broniony przez 11 Armię gen. Viktora von Scheuchenstuela.

## Tło
Chociaż bitwa ta jest obecnie najbardziej pamiętana z krwawych walki, w których wojska alpejskie starały się zdobyć szczyt Monte Ortigara, w rzeczywistości atak miał na celu odzyskanie rozległych połaci terytorium utraconego na płaskowyżu podczas austro-węgierskiej ofensywy wiosennej w maju 1916 roku.
Ten odcinek frontu, który szef sztabu armii włoskiej Luigi Cadorna początkowo uważał za drugorzędny w stosunku do frontu Isonzo, nabierał coraz większego znaczenia strategicznego w miarę postępu konfliktu. Stało się to jasne po austro-węgierskiej ofensywie z wiosny 1916 roku, kiedy okazało się, że przełamanie na tym odcinku frontu umożliwi im wkroczenie do doliny Padu i zaatakowanie armii znajdujących się na Krasie i nad Isonzo od tyłu.
Włoskie naczelne dowództwo postanowiło, że front do ataku będzie miał długość 14 km, na terenie położonym na wysokości od 1700 do 2100 m n.m.p. Wyższe partie terenu charakteryzowały się unikalnymi formacjami krasowymi, przez co był to obszar surowy, jałowy i pozbawiony zasobów, zwłaszcza wody. Aby zapewnić wsparcie logistyczne dla ogromnej masy ludzi i materiałów, które naczelne dowództwo zamierzało rozmieścić na froncie, rozpoczęto budowę akweduktów i rozległe prace drogowe na całym odcinku górskim.

## Bitwa
Pomimo ogromnych wysiłków włoskim dowódcom nie udało się optymalnie wykorzystać sytuacji na polu bitwy i sprostać nieprzewidzianym okolicznościom, jak pogarszająca się pogoda; próby natarcia były liczne, lecz w większości nieskuteczne i źle poprowadzone. Straty w ludziach były ogromne i po prawie dwudziestu dniach bitwy 6 Armia nakazała odwrót na pozycje wyjściowe, de facto uznając ofensywę za całkowitą porażkę. Mambretti został zwolniony z dowodzenia 6 Armią, zastąpiony przez gen. Donato Etnę, po tym jak Cadorna wskazał go jako głównego winowajcę porażki ze względu na jego brak ducha walki i niezdecydowanie, pomimo ogromnych zasobów, jakimi dysponował.

## Galeria

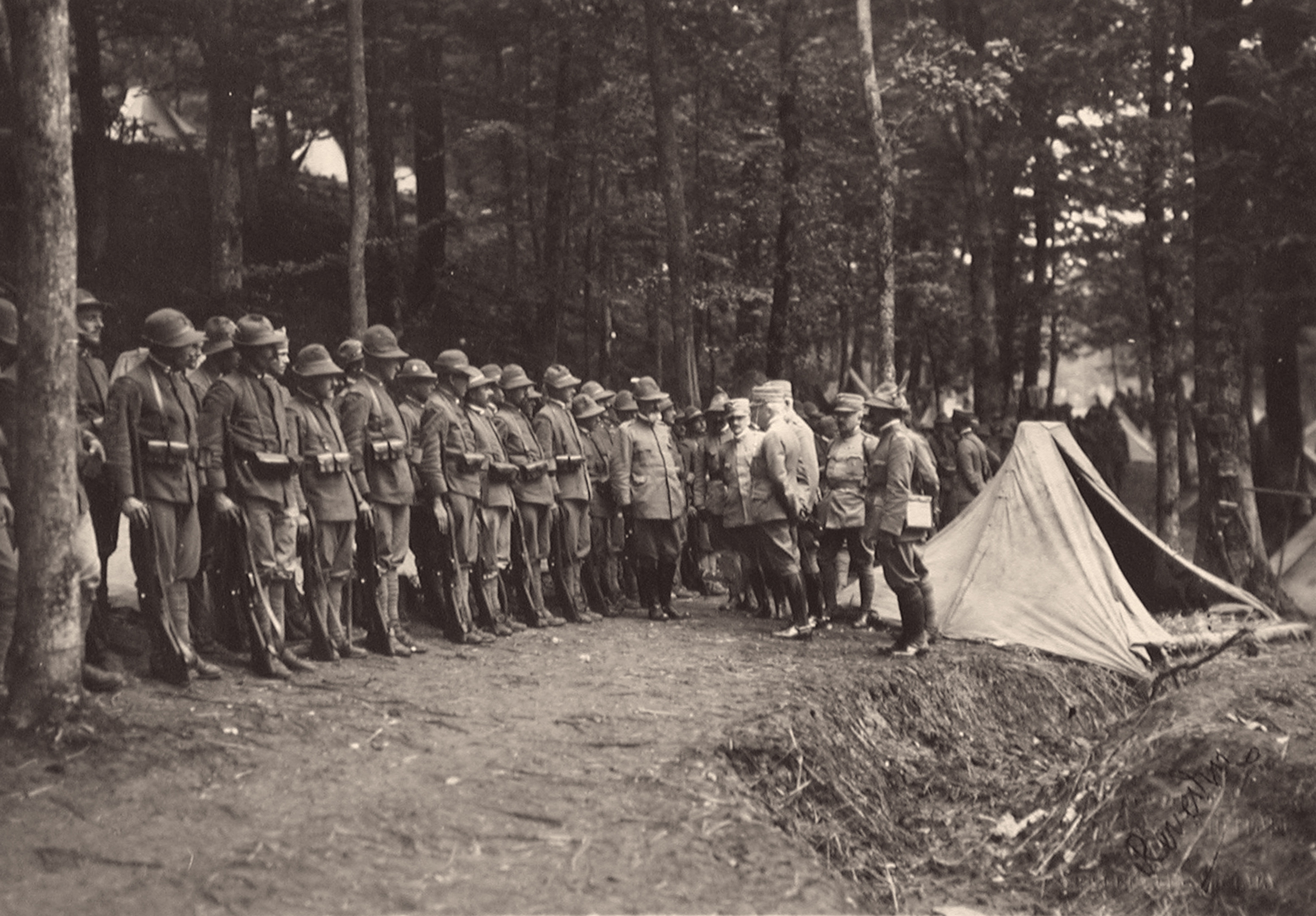
Alpini przed bitwą
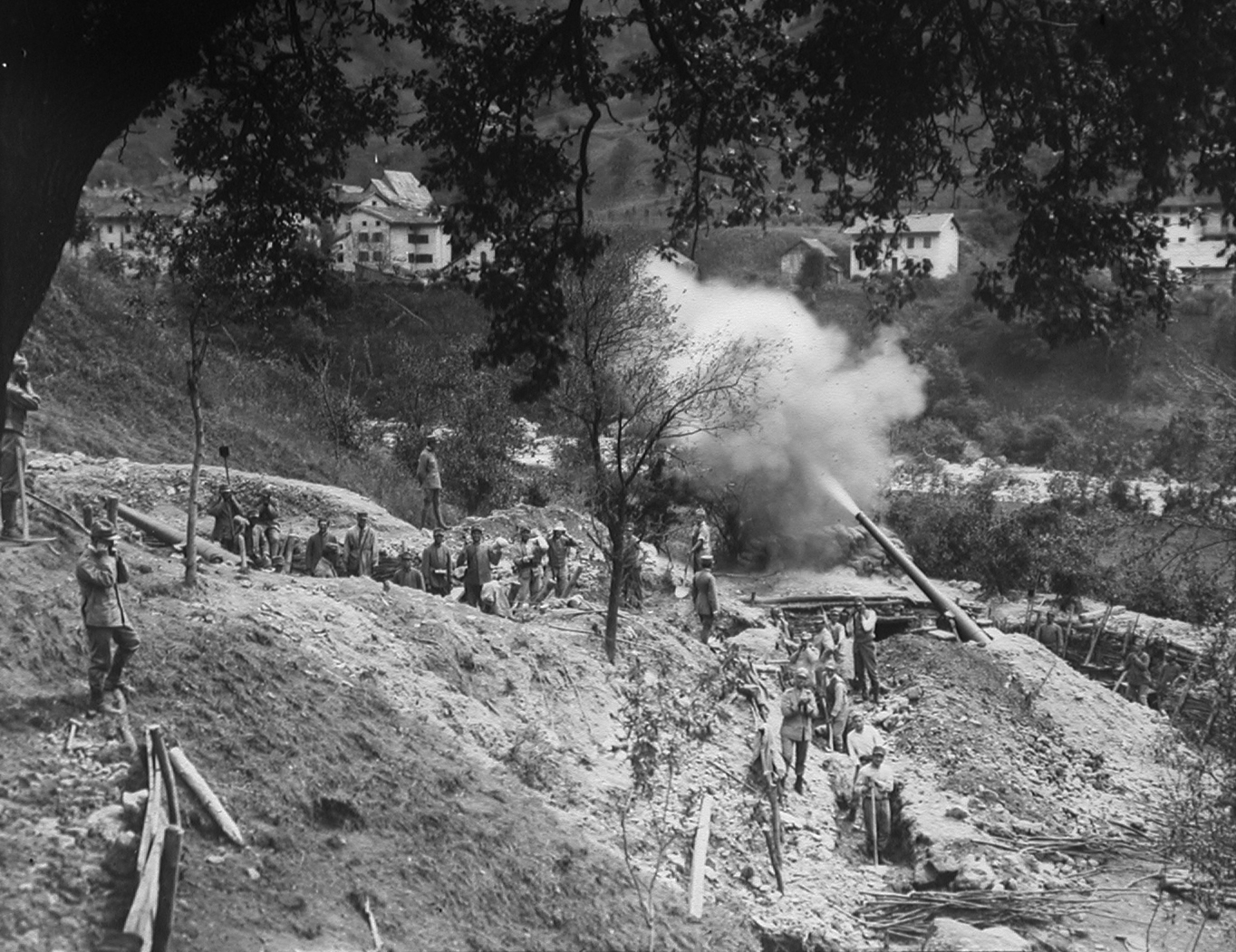
Ciężka włoska artyleria w akcji
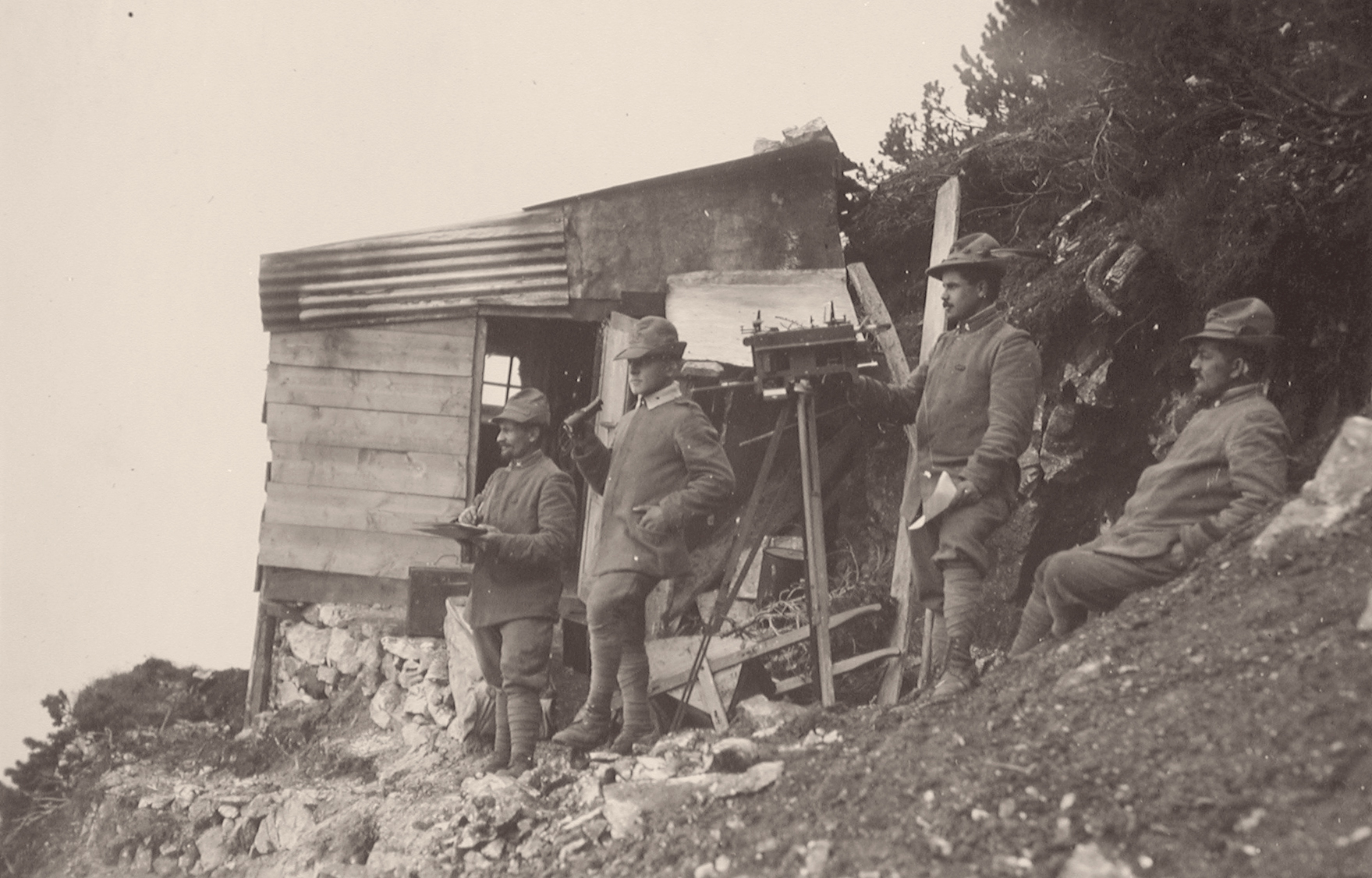
Włoscy oficerowie na posterunku obserwacyjnym na Cima Levante